# Terlinden (Wijnandsrade)
Terlinden is een hoeve en voormalig kasteel in het Nederlandse dorp Wijnandsrade, provincie Limburg. De hoeve is een rijksmonument.

## Geschiedenis
Het kasteel is vermoedelijk in de 14e eeuw gebouwd. Terlinden was toen een leen van Hoensbroek en tevens een achterleen van Valkenburg. Aan het kasteel was een laathof verbonden. De oudst bekende eigenaar is Rutger van Houthem, die vóór 1388 met Terlinden was beleend.
In de 16e eeuw was Terlinden in eigendom bij de familie Muijters. Dit zorgde er voor dat Terlinden ook wel Muijtershoff werd genoemd. De familie verkocht in 1557 de laathof aan Wolter Hoen van Hoensbroek, terwijl het goed en kasteel zelf rond 1570 naar de familie Van Cranevelt gingen.
In 1702 werd Terlinden publiekelijk geveild. Waarschijnlijk waren de eigenaren door geldnood gedwongen het goed te verkopen. De familie Franssen wist Terlinden te verwerven. In 1780 vererfde Terlinden naar de Schaesbergse drossaard August Goswijn Jozef Poyck.
Eind 18e eeuw werd er een nieuw herenhuis gebouwd aan de zuidzijde van de pachthoeve.
Gabriel Amya bewoonde Terlinden rond 1830. De familie verkocht het in 1843 aan de Maastrichtse weduwe Maria Sibilla Helgers, die het na haar dood in 1851 naliet aan haar zoon Mathijs Victor Nijst. Niet lang daarna was Terlinden eigendom van de Leuvense hoogleraar scheikunde en plantkunde Martin Martens (1797-1863).
Langs de hoeve werd in 1865 de spoorlijn van Sittard naar Heerlen aangelegd. In de 20e eeuw volgde pal naast de spoorlijn de aanleg van de snelweg A76.
Het herenhuis is nog vóór de Tweede Wereldoorlog afgebroken wegens bouwvalligheid.

## Beschrijving
Over het uiterlijk van het middeleeuwse Terlinden is niets bekend.
Het huidige gebouwencomplex heeft twee binnenplaatsen. Rond de noordelijke binnenplaats bevindt zich de gesloten vierkante pachthoeve. Deze hoeve is in de 18e eeuw gebouwd en heeft een eigen toegangspoort.
Aan de zuidzijde van de hoeve bevindt zich de zuidelijke binnenplaats. Aan de westzijde van deze binnenplaats stond oorspronkelijk het laat-18e-eeuwse herenhuis. De ingangsvleugel met toegangspoort aan de oostzijde van de binnenplaats is bewaard gebleven en draagt het jaartal 1797. De vierkante toren rechts van de toegangspoort markeert de overgang tussen het kasteelgedeelte en de boerderij.
De twee delen van het complex worden van elkaar afgescheiden door een tussenvleugel. Deze is gebouwd in het eerste kwart van de 18e eeuw en bevat aan de kasteelzijde een fronton. Onder deze vleugel zijn een overwelfde gang en twee kelders aanwezig, die mogelijk nog afkomstig zijn van een voorgaand gebouw.
De tiendschuur is in 1910 uitgebrand en in een kleinere vorm herbouwd.
Aerwinkel · Kasteel Afferden · Aldt Huys · Aldenborgh · Kasteel Aldenghoor · Aldenhoven · Alte Burg · Kasteel Amstenrade · Slot Annendael · Kasteel Arcen · Baersdonck · Bakvliet · Baronsberg · Baxhof · Beegden ·  Benzenrade · Kasteel De Berckt · Kasteel Bethlehem · Beusdaelshof · Binsfeld · Huis Blankenberg · Kasteel Bleijenbeek · Blitterswijck · Boerlo · Bolberg · Bollenberg · Kasteel De Bongard · Borggraaf · Kasteel d'Erp · Kasteel Borggraaf · Kasteel Borgharen · Kasteel Born · Huis Bree · Breust · Kasteel Broekhuizen · Broekhuizen · Gracht Burggraaf · Kasteel De Burght · Kasteel Cartils · Cloppenburg (Oost-Maarland) · Kasteel Cortenbach · Huis De Dael · Dammerscheid · Kasteel De Bockenhof · De Donck (Sevenum) · De Donck (Swolgen) · De Dorth ·  Huis ten Dijcken · Kasteel Doenrade · De Doom · Douve · Douvenrade · De Dries · Kasteel Erenstein · Kasteel Eijsden · Eijsden · Einrade · Kasteel Elsloo · Ensenbroek · Eperhuis · Etzenraderhuuske · Exaten · Kasteel Eijckholt · Kasteel Eyckholt · Eys · Gastendonck · Kasteel Genbroek · Gebroken Slot · Kasteel Geijsteren · Kasteel Op Genhoes · Kasteel Genhoes · Genneperhuis · Kasteel Het Geudje · Kasteel Geulle · Kasteel Geusselt · Geijsteren · Gen Heck · Ghoor · Kasteel Goedenraad · Kasteel Grasbroek · Kasteel Groenendaal · Groethof · Groot Paarlo · Kasteel van Gronsveld · De Gun ·Kasteel Haeren · Kasteel Den Halder · Heerlaer · Heeze · Heijen · 's-Herenanstel · Kasteel Hillenraad · Kasteel Hoensbroek · Hoenshuis · Holstrate · Holtmühle · Huize Holtum · Kasteel Horn · De Horst · Huys ter Horst · Ten Hove (Grathem) · Ten Hove (Panningen) · Huis Brias · Huis Darth ·  Kasteel Hurpesch · Kasteel Sint-Jansgeleen · Kasteel Jerusalem · Kasteel Kaldenbroek · Den Kamp · Kasteel Karsveld · Kasteel Keverberg · Klein Paarlo · Klimmender Huuske · De Kolck · Koppelberg · Laar · Landsfort · Kasteel Lemiers · Kasteelruïne Lichtenberg · Kasteel Limbricht · Lonesteyn · Huize Lovendael · Mazenburg · Kasteel van Meerlo · Kasteel Meerssenhoven · Meezenbroek · Kasteel van Mheer · Middelaar · Kasteel Millen · Kasteel Montfort · Movert · Mulrode · De Munt · Château Neercanne · Kasteel Neubourg · Nienghoor · Huis Nierhoven · Kasteel Nieuwenbroeck · Nije Huys · Kasteel Nijenborgh · Kasteel Nijswiller · Nijthuysen · Kasteel Obbicht · Oedenrade · Kasteel Ooijen · Kasteel Oost (Valkenburg) · Kasteel Oost (Oost-Maarland) · Kasteel Ouborg · Overen · Kasteel Passarts-Nieuwenhagen · Prickenis · Prinsenhof · Puth · De Putting · Raath · De Raay · Ravenhof · Kasteel Reijmersbeek · Kasteel van Rijckholt · Kasteel Rivieren · Rodenbroek · Rosendaal · Kasteel Schaesberg · Kasteel Schaloen · Te Scharen · Schenkenburg · Kasteel Scheres · De Spijker (Geijsteren) · De Spijker (Leeuwen) · Huis Severen · Sibberhuuske · Château St. Gerlach · Spraland · Huis De Spyker · Huize Stalberg · Stalberg (Wellerlooi) · De Steeg · Kasteel Stein · Steinhagen · Steenen Huis · Stoel van Swentibold · Strijthagen (Landgraaf) · Strijthagen (Welten) · Struyver · Kasteel Terborgh · Terlinden (Wijnandsrade) · Terveurdt · Ter Weyer · Kasteel Ter Worm · De Tombe · Huis De Torentjes · Triest · Trippaert · Kasteel Vaalsbroek · Kasteel Vaeshartelt · Valkenburg · Vliek · De Vroenhof · Vrijburg · Kasteel Wambach · Warenberg · Well · Weyershof ·  Wijlre · Kasteel Wijnandsrade · Wijnandsrade · Wijnantshof · Wissegracht · Huize Witham · Kasteel Wittem · Wolfrath · Wylre